# اولریش روت
اولریش روت (به آلمانی: Ulrich Roth) (زادهٔ ۱۸ دسامبر ۱۹۵۴) که بیشتر با نام اولی یان روت شناخته می‌شود آهنگ‌ساز و گیتاریست آلمانی است. روت که گیتاریست پیشین اسکورپیونز بوده‌است (۱۹۷۳ تا ۱۹۷۸) یکی از اولین نوازندگانی است که به نئو کلَسیکال متال پرداختند.
روت پس از جدایی از اسکورپیونز گروه خودش با نام الکتریک سان را تأسیس کرد. اولین آلبوم آن گروه با نام زمین‌لرزه در سال ۱۹۷۹ منتشر شد. الکتریک سان پس از انتشار ۲ آلبوم دیگر، در سال ۱۹۸۶ از هم فروپاشید و پس از آن روت به انتشار آلبوم‌های شخصی روی آورد.
او در سال ۱۹۹۳ به‌همراه ارکستر سمفونیک بروکسل اولین آلبوم سیمفونیک‌اش با نام Europa Ex Favilla را ضبط کرد و در سال ۱۹۹۸ به‌همراه جو ستریانی و مایکل شنکر در تور موسیقی جی-۳ حضور داشت.